# Кубок Литви з футболу 2000—2001
Кубок Литви з футболу 2000—2001 — 12-й розіграш кубкового футбольного турніру в Литві. Титул вперше здобув Атлантас.

## Календар
| Раунд      | Дата                         | Матчі | Клуби  |
| ---------- | ---------------------------- | ----- | ------ |
| 1/8 фіналу | 18 березня 2000              | 8     | 16 → 8 |
| 1/4 фіналу | 20 вересня/18-25 жовтня 2000 | 8     | 8 → 4  |
| 1/2 фіналу | 11 квітня/2 травня 2001      | 4     | 4 → 2  |
| Фінал      | 19 травня 2001               | 1     | 2 → 1  |

## 1/8 фіналу
| Команда 1                  | Рахунок | Команда 2           |
| -------------------------- | ------- | ------------------- |
| 18 березня 2000            |         |                     |
| Кауно Єгеряй (2)           | 0:3     | Жальгіріс (Вільнюс) |
| Інтерас (Висагінас) (2)    | 2:4 дч  | Атлетас-Інкарас     |
| Полонія (Вільнюс)          | 0:2     | Екранас             |
| Дайнава                    | 0:3     | Атлантас            |
| Лайсве (Шилуте) (2)        | 1:0     | Банга               |
| Гележініс вілкас (2)       | 1:2     | Каунас              |
| П'єно Цехас (Калварія) (2) | 0:2     | Невежис             |
| Таурас (2)                 | 1:4     | Кареда              |

## 1/4 фіналу
| Команда 1                 | Заг. | Команда 2       | 1-й матч | 2-й матч |
| ------------------------- | ---- | --------------- | -------- | -------- |
| 20 вересня/18 жовтня 2000 |      |                 |          |          |
| Атлантас                  | 2:1  | Кареда          | 0:0      | 2:1      |
| Жальгіріс (Вільнюс)       | 4:0  | Атлетас-Інкарас | 4:0      | 1:0      |
| Каунас                    | 13:1 | Банга           | 6:0      | 7:1      |
| 20 вересня/25 жовтня 2000 |      |                 |          |          |
| Екранас                   | 0:6  | Невежис         | 1:2      | 0:1      |

## 1/2 фіналу
| Команда 1               | Заг.    | Команда 2           | 1-й матч | 2-й матч |
| ----------------------- | ------- | ------------------- | -------- | -------- |
| 11 квітня/2 травня 2001 |         |                     |          |          |
| Невежис                 | 0:6     | Жальгіріс (Вільнюс) | 1:3      | 0:3      |
| Атлантас                | 2:2 (ч) | Каунас              | 0:0      | 2:2      |

## Фінал
| 19 травня 2001 |

| Атлантас    | 1:0      | Жальгіріс (Вільнюс) |
| ----------- | -------- | ------------------- |
| Адебайо 18' | Протокол |                     |

| Аукштайтія, Паневежис Глядачів: 600 Арбітр: Герцас Жакас |